# Harry Hood
Pour les articles homonymes, voir Hood.
Henry Anthony Hood, dit Harry Hood (né le 3 octobre 1944 à Glasgow en Écosse et mort le 26 mai 2019) est un joueur et entraîneur écossais de football.

## Biographie

### Celtic
Après avoir notamment joué pour Clyde FC ou Sunderland AFC en Angleterre, Harry Hood évolue pour le grand club écossais du Celtic Football Club, pour qui il inscrit le but victorieux lors de la finale de la Scottish Cup 1971, sur une victoire 2-1 rejouée contre les rivaux de toujours, les Rangers. Il inscrit également le premier but d'une victoire 3-0 lors de la finale de la Scottish Cup 1974 contre Dundee United.
Avec le Celtic, Harry Hood remporte cinq Scottish League Championships, trois Scottish Cups et deux Scottish League Cups. Il inscrit en tout 123 buts toutes compétitions confondues. Il reste le dernier joueur du Celtic à avoir inscrit un triplé contre les rivaux du Rangers Football Club.
Il part ensuite jouer aux États-Unis en 1976 chez les San Antonio Thunder, puis rentre au pays pour évoluer à Motherwell.

### Queen of the South
Harry Hood finit sa carrière avec le club des Dumfries, le Queen of the South Football Club lors de la saison 1977-78. Hood évolue dans le Palmerston Park à la même époque que les légendaires Allan Ball, Iain McChesney, Nobby Clark, Crawford Boyd et Jocky Dempster. Hood retourne au club pour cette fois l'entraîner à l'été 1981 juste après la promotion du club.

### Après football
Harry Hood met un terme à sa brève période d'entraîneur et se retire du monde du football. Il devient par la suite propriétaire de plusieurs pubs dans la région du Grand Glasgow. Il meurt le 26 mai 2019.

## Palmarès
Celtic FC
- Champion du Championnat d'Écosse de football (5) :
  - 1970, 1971, 1972, 1973 & 1974.
- Vice-champion du Championnat d'Écosse de football (1) :
  - 1976.
- Meilleur buteur du Championnat d'Écosse de football (1) :
  - 1971: 22 buts.
- Vainqueur de la Scottish Cup (4) :
  - 1971, 1972, 1974 & 1975.
- Finaliste de la Scottish Cup (2) :
  - 1970 & 1973.